# Marion Township (comté de Saint-François, Missouri)
Pour les articles homonymes, voir Marion Township.
Marion Township est un ancien township, situé dans le comté de Saint-François, dans le Missouri, aux États-Unis,.
Le township est fondé en 1836 et baptisé en référence à Francis Marion, héros américain de la guerre d'indépendance des États-Unis.